# Піп (медицина)
Позитивний тиск при закінченні видиху (ПІП, англ. PEEP) — це тиск у легенях (альвеолярний тиск) вище атмосферного тиску (тиск поза тілом), який існує в кінці видиху.

## Історія
Джону Скотту Інкстеру (John Scott Inkster), англійському анестезіологу й лікарю, приписують відкриття ПІП. Коли його відкриття було опубліковане у матеріалах Всесвітнього конгресу анестезіологів у 1968 році, Інкстер назвав це Залишковим Позитивним Тиском.

## Види
Два типи ПІП:
- зовнішній (PEEP, що застосовується вентилятором)
- внутрішній (PEEP, спричинений неповним видихом)

Тиск, який застосовується або збільшується під час вдиху, називається підтримкою тиску.

## Внутрішній ПІП (авто)
Автоматичний (внутрішній) ПІП (auto-PEEP, Intrinsic PEEP) — неповне закінчення видиху до початку наступного вдиху викликає поступове захоплення повітря (гіперінфляція). Це накопичення повітря збільшує альвеолярний тиск при закінченні видиху, що називається авто-ПІП.
Авто-ПІП зазвичай розвивається при збільшенні хвилинної вентиляції (гіпервентиляція), обмеженні потоку видиху (перекриті дихальні шляхи) та опорі видиху (звуження дихальних шляхів).
Після виявлення авто-ПІП слід вжити заходів для зупинки або зменшення наростання тиску. Коли авто-ПІП зберігається, незважаючи на лікування основної причини, застосований ПІП може бути корисним, якщо у пацієнта обмеження потоку видиху (перешкода, обструкція).

## Зовнішній ПІП
Застосований (зовнішній) ПІП (Extrinsic PEEP), як правило, є одним із перших налаштувань вентилятора, який вибирається при запуску механічної вентиляції. Він встановлюється безпосередньо на апараті ШВЛ.
Невеликий ПІП (від 4 до 5 cmH2O) застосовується у більшості пацієнтів з механічною вентиляцією для пом'якшення альвеолярного колапсу при закінченні видиху. Більш високий рівень ПІП (> 5 cmH2O) іноді застосовується для збільшення гіпоксемії або у пацієнтів з гострою травмою легенів пов'язаною із зменшенням вентиляції легень, гострим респіраторним дистрес-синдромом або іншими типами гіпоксемічної дихальної недостатності.

## Ускладнення та наслідки
Позитивний тиск при закінченні видиху може сприяти:
- Зменшенню
  - системного венозного повернення, серцевого викиду, серцевого індексу
  - легеневого капілярного пікового тиску (pulmonary capillary wedge pressure, PCWP), попереднього навантаження, артеріального тиску
- Збільшення:
  - Внутрішньогрудного тиску, післянавантаження RV (CVP та PAP)
  - функціональної залишкової ємності легень
- Може бути спричинена баротравма легенів. Легенева баротравма — це пошкодження легенів, яке виникає в результаті гіперінфляції альвеол, що пройшли через точку розриву.
- Вплив ПІП на внутрішньочерепний тиск (ВЧТ) вивчено. Хоча передбачається, що ПІП збільшує ВЧТ через імпеданс мозкового кровотоку, було доведено, що високий ПІП не збільшує ВЧТ.[8][9]
- Ниркові функції та електролітний дисбаланс внаслідок зниження венозного метаболізму деяких препаратів патологічно змінюється, а кислотно-лужний баланс ускладнюється.[10]